# Särkijärvi (sjö i Finland, Lappland, lat 67,90, long 23,95)
Särkijärvi är en sjö i Finland. Den ligger i kommunen Muonio i landskapet Lappland, i den norra delen av landet, 900 km norr om huvudstaden Helsingfors. Särkijärvi ligger 260,7 meter över havet. Den är 14 meter djup. Arean är 5,04 kvadratkilometer och strandlinjen är 15,77 kilometer lång. Sjön  ingår i Torne älvs huvudavrinningsområde.   Den sträcker sig 4,4 kilometer i nord-sydlig riktning, och 3,8 kilometer i öst-västlig riktning.
I övrigt finns följande i Särkijärvi:
- Keskinensaari (en ö)
- Alainensaari (en ö)
- Palosaari (en ö)

I övrigt finns följande vid Särkijärvi:
- Särkilompolo (en sjö)